# Epacanthaclisis continentalis
Epacanthaclisis continentalis är en insektsart som beskrevs av Peter Esben-Petersen 1935. 
Epacanthaclisis continentalis ingår i släktet Epacanthaclisis och familjen myrlejonsländor. Inga underarter finns listade i Catalogue of Life.